# 妙円寺 (平塚市)
妙圓寺（みょうえんじ）は、神奈川県平塚市土屋にある天台宗の寺院。山号は和光山。院号は醫王院。本尊は阿弥陀如来。境内には、洞窟があり石仏の宇賀神が祀られている。洞窟がある山上には、八臂弁財天が安置されている弁天堂がある。境内洞窟内にある銭洗い池で硬貨などを洗うと増えると伝えられていることから、土屋銭洗弁財天と親しまれている。

## 歴史

### 中興開山と開基
『新編相模国風土記』の土屋村の条に
とある。
一方、開基檀越の水嶋家に保管されている16世住職の記した天保12年（1841年）の分限書上帳によれば、舜堯法印が中興開山となっており、また、當寺に残る他の記録も同様に中興開山とあることから、それ以前のことは不明であるが、舜堯が中興開山、月盛妙圓禅尼が開基となったことにまちがいない。
舜堯法印は、多年比叡山で修行研学された後地方巡錫の旅に出て、幽玄なこの地を生涯の修禅の道場と定められた。舜堯法印の求道の心は、やがて相模国土屋の豪族水嶋氏（村民の祖土屋一族の後裔・また甲斐武田家の重臣加藤駿河守の後裔で、武田家滅亡の後土屋に居を構え、姓を水嶋と改めたとも伝わる家系）水嶋五郎右衛門の母月盛妙圓禅尼の帰依により、元和元年（1615年）に現在の和光山醫王院妙圓寺が中興開山されたと伝えられている。

### 絵図と分限書上帳からみる天保年間の妙圓寺

妙圓寺絵図

妙圓寺絵図は、天保7年（1836年）頃の妙圓寺の様子である。「新編相模国風土記」の姉妹編とも言われる「相中留恩記畧」巻之八大住郡土屋村絵図其二の見開き右手に妙圓寺が、左手には土屋一族末裔として開基檀越水嶋家屋敷が描かれている。また、水嶋家に残された天保12年7月当時の第16世住職範道の著した分限書上帳には以下のことが書き記してある。なお、［ ］内は別の文献からの抜粋、あるいは現住の注である。江戸時代から明治の中期までは相当の伽藍配置であったようだが、これらの伽藍がいつ頃どのような形で滅失してしまったのかは、不明である。

## 不滅の法灯御分灯
辨才天霊穴内の灯篭に掲げる燈明は、今よりおよそ1200年前の延暦4年（785年）、伝教大師最澄上人が比叡山開創の際に灯されてから一度も消えることなく、今日もなお延暦寺根本中堂に輝く「不滅の法燈」を御分燈したものである。 世界のあらゆる人々の平和と幸福を願うための光明として、昭和61年（1986年）より「和光山一隅の灯」として霊穴内に安置してある。

## 境内建物

### 薬師堂と薬師如来
「薬師堂」と「薬師如来」は、妙圓寺の歴史の中でもひときわ重要な存在であった。山号を和光山（佛の知恵の光）と号し、院号を醫王院（薬師様の別名）と名付けられていることでも解るように、妙圓寺の本来の本尊様は「秘仏」（行基作）薬師如来であった。旧本堂と言うべき「薬師堂」は、明治26年（1893年）の記録に4間四方のお堂が存在していたことが明記されている。 比叡山延暦寺根本中堂の本尊も、伝教大師作の薬師如来である。 妙圓寺は、古記録に開山不詳とあることから、もともとこの地に薬師如来を本尊様とするお寺があり、ここを中興開山の舜堯法印が修禅の道場と定めてから、開基である水嶋家並びに妙圓禅尼の帰依により阿弥陀如来を本尊様に改めて、中興されたと考えられる。

### 本堂と須彌壇

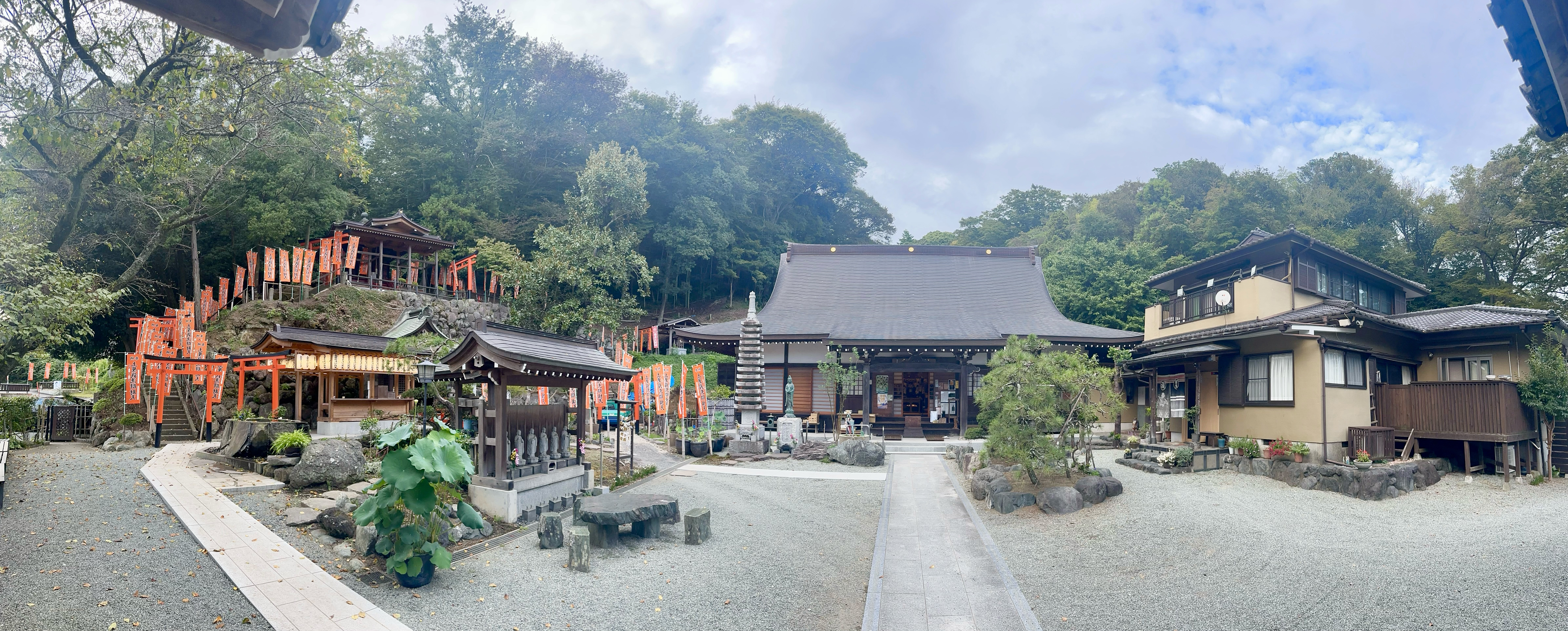
妙圓寺本堂

現在の本堂は、延享2年（1745年）に再建されたもので、今よりおよそ270年前の建物である。住宅系の仏堂であるが、広々とした感があり、しかも仏具も木地のみを主体としており、外陣と内陣の高さを同じにした質実剛健の道場造りとなっている。かつては左脇間が護摩堂となっており、修行道場としてちょうど比叡山の行院のような造りとなっている。なかでも、本尊をお祀りする須彌壇・前机・密壇は、総欅の大変立派な物で、田舎の寺には不釣り合いなほどの大きさと精巧さを備え持ち、貴重なものである。密壇は、享保年間に薬師堂における秘仏薬師如来開帳に際して新調されたものである。

#### 本堂内に安置された主な仏様
- 阿弥陀如来 座像 本尊
- 薬師如来 日光・月光菩薩 立像 （旧薬師堂本尊 旧秘仏）
- 十二神将 立像
- 観音菩薩 座像 （不空羂索観音像に最も近い）
- 地蔵菩薩 座像
- 不動明王 座像 及び二童子 立像 （旧護摩間本尊）
- 伝教大師最澄 座像
- 天台大師智顗 座像
- 修禅大師義真 座像
- 八臂辨才天 座像
- 子易観世音菩薩像 座像

### 辯天堂「寶珠殿」
舜堯法印は辯財天を篤く信仰し、奉持のお像を祀って辯天堂を建立された。現在本堂にお祀りしている八臂辨才天の小像がそれと思われる。 辯財天は大変な力を持っており、辯財天霊場としての名声は、近隣はもとより、遠く江戸城下にも届くようになった。辯天様に毎年柳沢家より御供米が供えられ、正月8日には柳沢家の武運長久を祈って秘法供が修されるようになったと伝えられている。 現在の辯天堂は、13世豊純法印の代文化元年（1804年）に再建されたものである。村内の篤信者横山七郎左衛門という宮大工が、釘を一切使用しない「一本くさび工法」により建立したと伝えられ、周囲の環境に調和した市内随一の辨天堂として知られている。

#### 辯天堂内に安置された仏様
- 八臂辯財天及び毘沙門天・大黒天・十五童子像 （辯天堂本尊）
- 八臂辯財天像 座像
- 宇賀神像 座像
- 秋葉権現 立像
- 善財童子 立像

### 岩屋開基

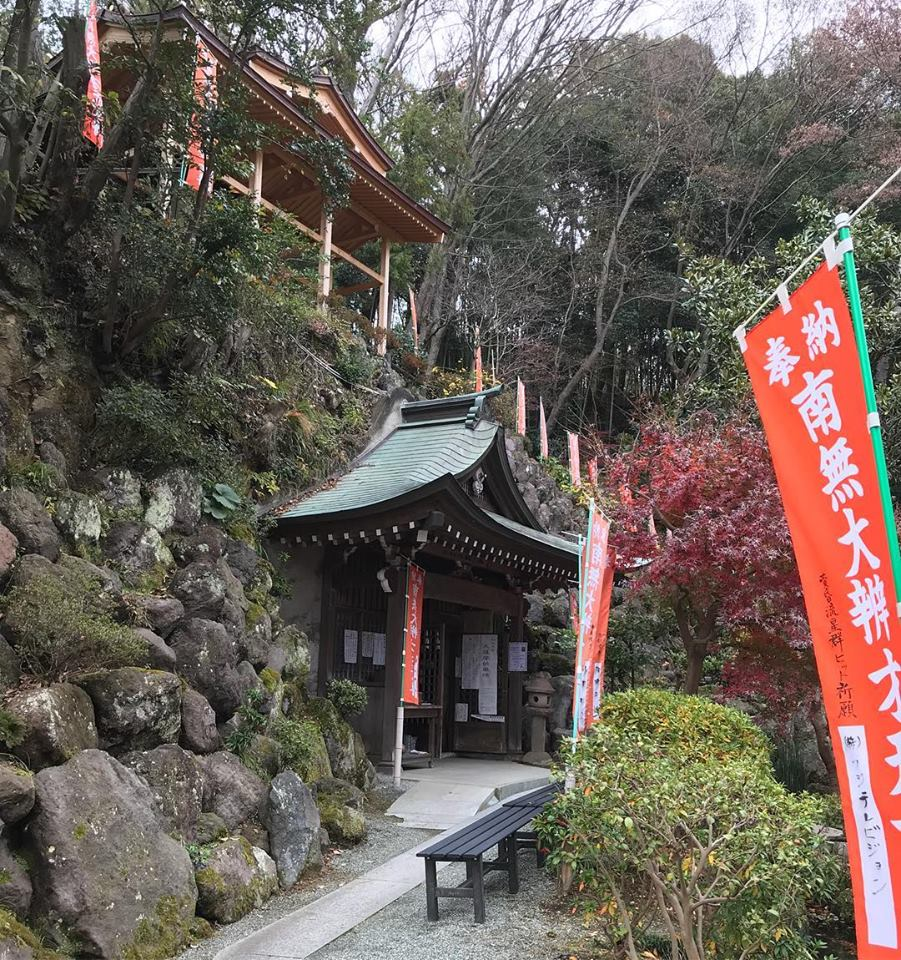
岩谷霊穴

岩屋霊穴の整備は中興開山の時代より進められたもので、第4世広然法印の墓石に「岩屋開基」とあり、この代までに現在のような姿に整備されたものと思われる。岩肌に残る鑿の跡に、歴代住職をはじめ多くの弟子達の苦労がわかる。 霊穴内には、宇賀神を中心に金剛界・胎蔵界の両部の大日如来等多数の石仏像が安置され、密教道場として現在も12日ごとの巳の日に「弁財天秘密護摩供」が修法されている。

#### 岩屋霊穴内安置の主な石仏
- 宇賀神 （岩屋霊穴本尊）
- 天台大師座像
- 伝教大師座像
- 如意輪観音菩薩座像
- 金剛界大日如来座像
- 胎蔵界大日如来座像
- 舟形地蔵菩薩立像
- 弥勒菩薩座像
- 稲荷明神宮

### 稲荷宮

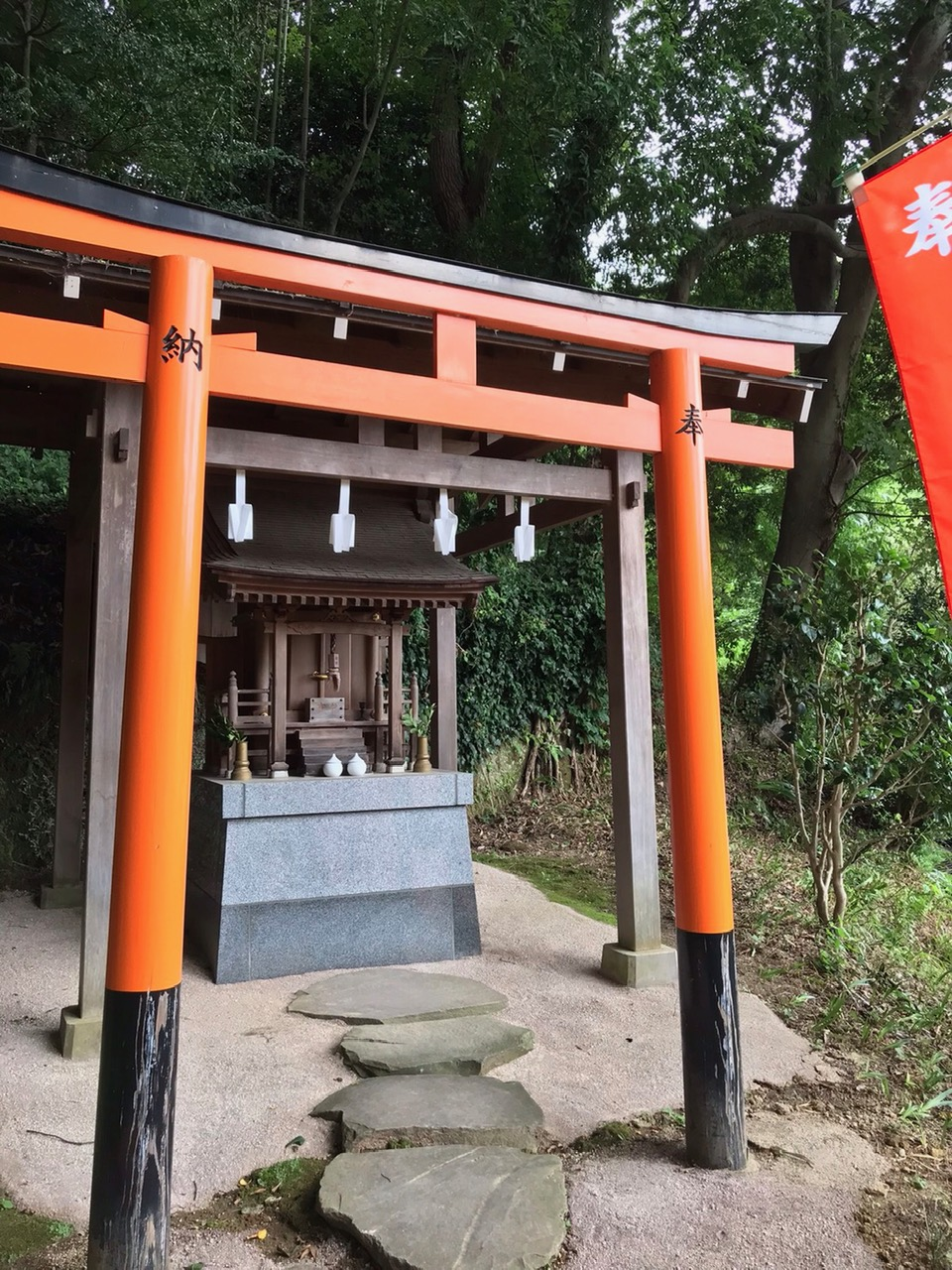
稲荷宮

辯財天の頂には宇賀神が鎮座し、さらに辯財天の回りを囲む十五童子の中の稲籾（とうちゅう）童子は、稲荷明神の化身と言われている。横山七郎左衛門が再建したと伝わる稲荷宮は、残念なことに何時の頃からか滅失したが、その往事を偲んで平成18年（2006年）、柿（こけら）葺きにて現在の稲荷宮を再建した。ご本尊には木像稲荷明神立像が安置されている。

### 水嶋家五輪塔と四十九院塔
本堂裏山にある開基檀越水嶋家墓地内に、平塚市内最大の五輪塔（高さ2.2メートル）がそびえ建っている。表面の風化が進み、供養塔なのか墓石なのか判別できない状態である。 五輪塔下段にある、開基妙圓禅尼の墓所と水嶋萬右衛門家の墓所は、宮殿型の石塔が十数基建ち並んでいる。「四十九院塔」と呼ばれるものがこれだけ多く残されているのは非常に貴重である。

## 拝観・祭事・年中行事
- 拝観料：無料
- 拝観時間：8時 - 17時（冬期は16時）
- 12日毎の巳の日に岩谷霊穴にて『弁財天秘密護摩供』
- 1月初巳に『初弁財天大祭』
- 10月に『浴酒供』

## 交通アクセス

### 車の場合
- 寺院前に駐車場30台分あり
- 東京方面：小田原厚木道路平塚ICより15分
- 静岡方面：東名高速道路秦野中井ICより15分

### 電車・バス・タクシーの場合

#### 電車
- JR：東海道線平塚駅下車 神奈川中央交通バス 平37神奈川大学校舎前行・平38神奈川大学校舎前行・平76系統秦野駅南口行 「平塚駅南口」乗車→「妙円寺前」下車 30分
- 私鉄：小田急小田原線秦野駅下車 神奈川中央交通バス 秦38神奈川大学校舎前行・秦39神奈川大学校舎前行 「秦野駅南口」乗車→「神奈川大学」下車 25分
- 私鉄：小田急小田原線東海大学前駅下車にてタクシー 15分